# Artur Maxhuni
Artur Maxhuni (Kavajë, 27 ottobre 1972) è un ex calciatore albanese, di ruolo attaccante.

## Carriera

### Nazionale
Ha collezionato una presenza con la nazionale albanese.

## Statistiche

### Presenze e reti nei club
Statistiche aggiornate al 27 aprile 2009.
| Stagione                 | Squadra                  | Campionato               | Campionato | Campionato | Coppe nazionali | Coppe nazionali | Coppe nazionali | Coppe continentali | Coppe continentali | Coppe continentali | Altre coppe | Altre coppe | Altre coppe | Totale | Totale |
| Stagione                 | Squadra                  | Comp                     | Pres       | Reti       | Comp            | Pres            | Reti            | Comp               | Pres               | Reti               | Comp        | Pres        | Reti        | Pres   | Reti   |
| ------------------------ | ------------------------ | ------------------------ | ---------- | ---------- | --------------- | --------------- | --------------- | ------------------ | ------------------ | ------------------ | ----------- | ----------- | ----------- | ------ | ------ |
| 1991-1992                | Besa Kavajë              | KP                       | 0          | 0          | CA              | 0               | 0               | -                  | -                  | -                  | -           | -           | -           | 0      | 0      |
| 1992-1993                | Tirana                   | KP                       | 18         | 2          | CA              | 0               | 0               | -                  | -                  | -                  | -           | -           | -           | 18     | 2      |
| 1996-1997                | FSV Francoforte          | 4L                       | 0          | 0          | CG              | 0               | 0               | -                  | -                  | -                  | -           | -           | -           | 0      | 0      |
| 1997-1998                | Wehen                    | 3L                       | 33         | 13         | CG              | 0               | 0               | -                  | -                  | -                  | -           | -           | -           | 33     | 13     |
| 1998-1999                | St. Pauli                | 2L                       | 11         | 1          | CG              | 1               | 1               | -                  | -                  | -                  | -           | -           | -           | 12     | 2      |
| 1999-2000                | Darmstadt                | 3L                       | 12         | 2          | CG              | 0               | 0               | -                  | -                  | -                  | -           | -           | -           | 12     | 2      |
| 2000-2001                | Wehen                    | 3L                       | 7          | 0          | CG              | 0               | 0               | -                  | -                  | -                  | -           | -           | -           | 7      | 0      |
| Totale Wehen             | Totale Wehen             | Totale Wehen             | 40         | 13         |                 | 0               | 0               |                    | -                  | -                  |             | -           | -           | 40     | 13     |
| 2001-2002                | Concordia Amburgo        | 4L                       | 4          | 1          | CG              | 0               | 0               | -                  | -                  | -                  | -           | -           | -           | 4      | 1      |
| 2003-2004                | 93 Amburgo               | 5L                       | 24         | 30         | -               | -               | -               | -                  | -                  | -                  | -           | -           | -           | 24     | 30     |
| 2004-2005                | 93 Amburgo               | 5L                       | 31         | 22         | -               | -               | -               | -                  | -                  | -                  | -           | -           | -           | 31     | 22     |
| 2005-gen. 2006           | 93 Amburgo               | 5L                       | 9          | 1          | -               | -               | -               | -                  | -                  | -                  | -           | -           | -           | 9      | 1      |
| Totale 93 Amburgo        | Totale 93 Amburgo        | Totale 93 Amburgo        | 64         | 53         |                 | 0               | 0               |                    | -                  | -                  |             | -           | -           | 64     | 53     |
| gen.-giu. 2006           | Concordia Amburgo        | 5L                       | 17         | 5          | -               | -               | -               | -                  | -                  | -                  | -           | -           | -           | 17     | 5      |
| Totale Concordia Amburgo | Totale Concordia Amburgo | Totale Concordia Amburgo | 21         | 6          |                 | 0               | 0               |                    | -                  | -                  |             | -           | -           | 21     | 6      |
| 2006-2007                | Tirana                   | KS                       | 0          | 0          | CA              | 0               | 0               | CU                 | 0                  | 0                  | -           | -           | -           | 0      | 0      |
| Totale Tirana            | Totale Tirana            | Totale Tirana            | 18         | 2          |                 | 0               | 0               |                    | -                  | -                  |             | -           | -           | 18     | 2      |
| Totale carriera          | Totale carriera          | Totale carriera          | 166        | 77         |                 | 1               | 1               |                    | 0                  | 0                  |             | -           | -           | 167    | 78     |

### Cronologia presenze e reti in nazionale
| Cronologia completa delle presenze e delle reti in nazionale ― Albania | Cronologia completa delle presenze e delle reti in nazionale ― Albania | Cronologia completa delle presenze e delle reti in nazionale ― Albania | Cronologia completa delle presenze e delle reti in nazionale ― Albania | Cronologia completa delle presenze e delle reti in nazionale ― Albania | Cronologia completa delle presenze e delle reti in nazionale ― Albania | Cronologia completa delle presenze e delle reti in nazionale ― Albania | Cronologia completa delle presenze e delle reti in nazionale ― Albania |
| Data                                                                   | Città                                                                  | In casa                                                                | Risultato                                                              | Ospiti                                                                 | Competizione                                                           | Reti                                                                   | Note                                                                   |
| ---------------------------------------------------------------------- | ---------------------------------------------------------------------- | ---------------------------------------------------------------------- | ---------------------------------------------------------------------- | ---------------------------------------------------------------------- | ---------------------------------------------------------------------- | ---------------------------------------------------------------------- | ---------------------------------------------------------------------- |
| 5-9-1998                                                               | Tbilisi                                                                | Georgia                                                                | 1 – 0                                                                  | Albania                                                                | Qual. Euro 2000                                                        | -                                                                      | 87’                                                                    |
| Totale                                                                 |                                                                        | Presenze                                                               | 1                                                                      |                                                                        | Reti                                                                   | 0                                                                      |                                                                        |